# Oonops domesticus
Oonops domesticus és una espècie d'aranyes araneomorfes de la família dels oonòpids (Oonopidae). Fou descrita per primera vegada l'any 1916 per Dalmas.
És una aranya minúscula (els mascles fan aproximadament 1,5 mm, i les femelles 2 mm) que viuen des d'Europa Occidental fins a Rússia. És d'un color vermell clar, i l'abdomen d'un vermell blanquinós. És troba només en edificis, on construeix un refugi en cantonades i entre papers vells; el nom d'espècie, domesticus, deriva del llatí "casa" (domus). Caça de nit, probablement psocòpters que són la seva presa habitual. El sac d'ous, pla i translúcid, només conté dos ous.
És molt similar a l'espècie propera O. pulcher, però té cinc parell d'espines tibials en lloc de quatre. O. pulcher es troba més a l'aire lliure.